# Rouleina maderensis
Rouleina maderensis är en fiskart som beskrevs av Maul, 1948. Rouleina maderensis ingår i släktet Rouleina och familjen Alepocephalidae. Inga underarter finns listade i Catalogue of Life.